# George Finnegan
George V. Finnegan (september 1882 - 28. februar 1913) var en amerikansk bokser som deltog i OL 1904 i St. Louis.
Finnegan blev olympisk mester i boksning under OL 1904 i St. Louis. Han vandt en guldmedalje i vægtklassen, let-weltervægt.
Under samme OL vandt han også en sølvmedalje. Han kom på en andenplads i vægtklassen, bantamvægt.